# نواه أوغسطين
نواه أوغسطين هو كاتب كندي، ولد في 10 فبراير 1971 في نيو برونزويك في كندا، وتوفي في 13 نوفمبر 2010 بسبب حادث مرور.